# Ojos azules (película)
 Ojos azules cuyo nombre original es Blauäugiges es una película de Argentina Alemania Occidental filmada en colores dirigida por Reinhard Hauff sobre el guion de Dorothee Schön escrito con colaboración de Carlos Echeverría que se estrenó el 5 de octubre de 1989 en Alemania Occidental y que tuvo como actores principales a Götz George, Miguel Ángel Solá, Julio De Grazia y Alex Benn.
Fue filmada en Praga, Checoslovaquia y en Buenos Aires, Argentina.

## Sinopsis
La hija de Johann Neudorf, un consultor que trabaja para la dictadura militar de la Argentina,  simpatiza con grupos de izquierda. Cuando ella desaparece y su padre empieza a investigar, revive sus recuerdos de niñez, cuando los alemanes invadieron Checoslovaquia.

## Reparto
- Götz George …Johann Neudorf
- Miguel Ángel Solá …Daniel
- Julio De Grazia …Von Elz
- Alex Benn …Alfredo
- Emilia Mazer …Laura
- Alberto Segado …Gómez
- Noemí Morelli …Ana
- Haydeé Padilla …Sra. Garaguso
- Walter Soubrié …Sr. Garaguso
- Mónica Galán …Elena
- Marta Cerain …Sra. Von Elz
- Susana Cart …Secretaria
- Alberto Marty …Feistel
- Mónica Verdi …Enfermera
- Amancay Espíndola …Carla
- Georgina Parpagnoli …Ruth
- Carlos Rivkins …Gohl
- Carlos Thiel …Echeverría
- Pedro Loeb …Ovejeiro
- Fernando Álvarez …Gutiérrez
- Jorge Chernov …Soldado
- Ricardo Hamlin …Tartamudo
- Rubén Bermúdez …Doctor
- Vando Villamil …Oficial
- Augusto Britez …Horacio
- Gustavo Tieffenberg …Martini
- Marcos Woinski …Periodista
- Carlos Santamaría …Oficial
- Juan Carlos Ucello …Oficial
- Alfredo Carmacho …Botas negras
- Fernando Madanes …Oficial
- Diego Martín Cocchis …Miguel (6 años)
- Radek Kuchar …Johann / Hanus (10 años)
- Martín Korinek …Johann / Hanus (6 años)
- Jana Gyrová …Madre
- Václav Kotva …Abuelo
- Marie Drahokoupilová …Sra. Neudorf
- Jan Nemejovsky …Sr. Neudorf
- Jan Preucil …Doctor
- Vladimir Prospisil …Director del asilo
- Ilona Jirotkova …Invitado
- Karel Hábl …Oficial de la SS
- Miroslav Homola …Klapek
- Petr Svoboda …Joven
- Gonzalo Cunill
- Carlos Larrache
- Carlos Kerestegian
- Ariel Cherbavaz

## Premios
El filme fue galardonado con el premio UNICEF en el Festival de Cine de Venecia de 1989 y fue seleccionado como candidato al Premio León de Oro.